# Helina mollis
Helina mollis är en tvåvingeart som först beskrevs av Stein 1906.  Helina mollis ingår i släktet Helina och familjen husflugor. Inga underarter finns listade i Catalogue of Life.